# Dublanc
Dublanc  es una localidad de Dominica en la parroquia de Saint Peter.

## Demografía
Según estimación 2010 contaba con 378 habitantes.